# Genusaure
El genusaure (Genusaurus, "llangardaix genoll") és un gènere de dinosaure teròpode que va viure al Cretaci inferior. Era un ceratosaure possiblement emparentat amb el carnotaure. Les seves restes fòssils foren trobades a França. S'ha estimat la mida del genusaure en 3 metres de longitud, i 50 quilograms de pes. Es creu que el genusaure va viure a l'estatge faunístic de l'Aptià, fa entre 112 i 100 milions d'anys.
L'espècie tipus, Genusaurus sisteronis, està basada en un esquelet parcial, i va ser descrita per Accarie, Beaudoin, Dejax, Dries, Michard, i Taquet l'any 1995.